# Gandalf the Sorcerer
Gandalf the Sorcerer is een videospel voor de Commodore 64. Het spel werd ontwikkeld door Frank Cecere in 1984 uitgebracht door TYMAC Software. Het spel is van het type Shoot 'em up.